# Nymphette
Pour les articles homonymes, voir Lolita (homonymie).
 (juillet 2008).
Si vous disposez d'ouvrages ou d'articles de référence ou si vous connaissez des sites web de qualité traitant du thème abordé ici, merci de compléter l'article en donnant les références utiles à sa vérifiabilité et en les liant à la section « Notes et références ».
Une nymphette (ou lolita) désigne une jeune fille ou jeune femme adoptant une esthétique stéréotypée, basée généralement sur un décalage entre l'âge véritable de la personne qualifiée de « lolita » et son comportement, essentiellement dans ses aspects sexualisés. Il peut donc s'agir soit d'une mineure ayant un comportement ou un habillement plus conforme à une adulte, soit d'une majeure se comportant ou s'habillant comme une fille mineure (par exemple un uniforme de collégienne).
Le terme vient du surnom de la nymphette du roman Lolita (1955), de Vladimir Nabokov. Plus récemment, le mot a en partie été popularisé dans les pays francophones par Serge Gainsbourg (Histoire de Melody Nelson, Lolita Go Home, etc.) et la chanson Moi... Lolita, chantée en 2000 par Alizée.
D'une certaine manière, l'esthétique d'une lolita est basée sur l'érotisme. La lolita se définit souvent comme une fille dont l'apparence souligne la sexualisation alors qu'elle est trop jeune. Par exemple, est qualifiée de lolita une fille de moins de 15 ans portant un string, vêtement dont l'interdiction de la vente aux mineurs a d'ailleurs été réclamée par certaines personnalités politiques en France. Une lolita peut aussi employer un maquillage visant à séduire.
La lolita n'est pas nécessairement intéressée elle-même par une activité sexuelle précoce, même si son style peut attirer sexuellement les hommes plus mûrs.
Le terme désigne aussi le genre d'images érotiques ou pornographiques, soit représentant des mineures, soit des majeures mais auxquelles on donne volontairement l'apparence de filles plus jeunes. Quand il s'agit de mineures, la légalité varie : la nudité de mineurs est en règle générale illégale, mais une exception peut être faite pour les œuvres considérées comme artistiques — par exemple les photographies de David Hamilton, qui sont légales en France. Pour le dessin, certaines législations utilisent un critère de réalisme de l’œuvre. Ainsi, au Royaume-Uni, le Criminal Justice and Public Order Act 1994 indique « qu'une pseudo-photographie indécente d'un enfant (« indecent pseudo-photograph of a child ») est illégale », créant au passage l'expression « pseudo-photographie », qui désigne un dessin d'un réalisme digne d'une photographie. 
D'autre part, il existe des photographies représentant des mineures dans des postures clairement sexuelles, mais tout de même habillées (les anglophones parlent de « non-nude pornography » mais ce genre n'est pas répandu dans les pays francophones).

## Sens commun
De nos jours, le terme est largement utilisé pour désigner des jeunes filles, soit pour souligner leur beauté, soit pour souligner le fait qu'elles sont fortement aguicheuses, tout en donnant l'impression de ne pas en avoir conscience.
Le critère de la puberté n'est pas retenu, et le terme s'applique aux filles suffisamment jeunes sans en tenir compte. Nymphette est utilisé presque de manière interchangeable avec lolita, devenu un nom commun.

## La nymphette selon Humbert
La nymphette est une pré-adolescente sexualisée par le regard d'un homme mûr, le nympholepte. Les deux termes ont été popularisés à la suite de la publication par Vladimir Nabokov de son roman Lolita (1955).
Humbert, le narrateur de Lolita, donne les précisions suivantes sur les nymphettes : la nymphette n'est pas nécessairement jolie. La nymphette se définit comme une fille qui aiguise l'appétit sexuel du nympholepte et le nympholepte comme l'homme attiré par les nymphettes. Le livre est dépourvu de définition rigoureuse de l'un ou de l'autre, puisqu'il est justement écrit du point de vue d'un tel homme. Le caractère circulaire de la définition est souligné quand le narrateur dit que seuls les hommes comme lui peuvent reconnaître les nymphettes parmi les jolies filles.
Une nymphette est obligatoirement prépubère.
Selon Humbert, Dolorès « Lolita » Haze représente la plus parfaite des nymphettes. Cependant, l'acception du terme aujourd'hui est beaucoup plus sexualisé que ne l'est la description initiale du roman. En effet, Humbert décrit Lolita comme « une enfant, une simple enfant » et précise que c'est son regard à lui, son regard de nympholepte, qui fait de Lolita une fille différente.
Dans une approche sociologique, le chercheur normand Alexander María Leroy considère que le roman Lolita et ses adaptations cinématographiques (par Kubrick en 1962 et par Lyne en 1997) ont introduit dans l'imagerie collective une icône d'"adolescente fatale", devenue un nom commun (lolita), donnant l'impression que les mineures pourraient être des prédatrices sexuelles responsables des relations allant à l'encontre des lois encadrant la majorité sexuelle. Pour lui, Lolita a contribué à rendre socialement plus acceptables des rapports pourtant condamnés par la loi.